# Andrène des feuilles des cerisiers
Andrena cerasifolii
Espèce
L'Andrène des feuilles des cerisiers (Andrena cerasifolii) est une espèce d'andrènes de la famille des Andrenidae,,. Cette espèce est présente en Amérique centrale et en Amérique du Nord.